# Burg Haigst
Die Burg Haigst ist eine abgegangene, mittelalterliche Befestigungsanlage in der baden-württembergischen Landeshauptstadt Stuttgart. Über die Geschichte der Anlage ist so gut wie nichts bekannt; Überreste haben sich nicht erhalten.

## Lage
Nach dem Archäologen Karl Eduard von Paulus befand sich die Burg auf dem Höchst (schwäbisch Haigst), einem felsigen Bergvorsprung nahe (südwestlich) der ersten Wendung der Alten Weinsteige nach Degerloch. Das Gebiet Haigst war bis zur Eingemeindung der Filder-Orte der höchste Punkt des Stuttgarter Stadtgebiets. Die Anlage kann nicht mehr genau lokalisiert werden.

## Geschichte
Die Anlage diente wohl der militärischen Sicherung der südlichen Stadtzugänge, insbesondere der Alten Weinsteige, einem früher wichtigen Verbindungsweg vom Stuttgarter Talkessel nach den Filder-Orten. Der ursprüngliche Name ist wie bei der benachbarten Burg Heslach nicht mehr bekannt. Sie dürfte im Feldzug König Rudolfs I. gegen Graf Eberhard I. von Württemberg 1287 zerstört worden sein. Nach Paulus waren im 19. Jahrhundert noch ein kleiner Rest des Burggrabens und Spuren eines alten Wegs vorhanden. Das Gebiet wurde modern überbaut.